# Velika nagrada Esterel Plaga 1931
Velika nagrada Esterel Plaga 1931 je bila druga neprvenstvena dirka v sezoni Velikih nagrad 1931. Odvijala se je 6. aprila 1931 v francoskem mestu Saint-Raphaël.

## Rezultati

### Dirka
| Poz | Št | Dirkač             | Moštvo    | Dirkalnik          | Krogi | Čas/Odstop |
| --- | -- | ------------------ | --------- | ------------------ | ----- | ---------- |
| 1   | 4  | Philippe Étancelin | Privatnik | Bugatti T35C       | 20    | 47:34,4    |
| 2   | 56 | Goffredo Zehender  | Privatnik | Alfa Romeo 6C-1750 | 20    | + 19,8 s   |
| 3   | 1  | Georges d'Arnoux   | Privatnik | Bugatti T35B       | 20    | + 1:01,8   |
| 4   | 51 | Paul Morand        | Privatnik | Bugatti T35B       | 20    | + 2:06,8   |
| 5   | 8  | Langoele           | Privatnik | Bugatti T35B       | 20    | + 3:09,6   |
| 6   | 57 | Caillez            | Privatnik | Berliet            | 20    | + 3:53,6   |
| Ods | 58 | Carrasco           | Privatnik | Bugatti T35C       |       | Menjalnik  |
| Ods | 7  | Henri Durand       | Privatnik | Bugatti T35C       |       |            |